# 阿瓦迪
阿瓦迪（Avadi，坦米爾語：[aːʋaɖi]）是印度的城市，由泰米爾納德邦負責管轄，位於該國東南部，距離首府清奈23公里，面積25.62平方公里，海拔高度17米，2011年人口344,701。

## 外部連結
- Avadi at Tiruvallur district website
- Info from GlobalSecurity.org （页面存档备份，存于）
- St Anthony's Church